# فرانسيسكو بيريز روفيتي
فرنسيسكو بيريز (بالإسبانية: Francisco Rufete) (20 نوفمبر 1976 بينيجوزار إسبانيا - ) هو لاعب كرة قدم إسباني يلعب كلاعب وسط.

## روابط خارجية
- فرانسيسكو بيريز روفيتي على موقع الاتحاد الدولي (مؤرشف)  (الإنجليزية)
- فرانسيسكو بيريز روفيتي على موقع الاتحاد الأوربي (الإنجليزية)
- فرانسيسكو بيريز روفيتي على موقع قاعدة بيانات كرة القدم.إي يو (الإنجليزية)
- فرانسيسكو بيريز روفيتي على موقع ناشيونال فوتبول تيمز (الإنجليزية)
- فرانسيسكو بيريز روفيتي على موقع Soccerway.com (الإنجليزية)
- فرانسيسكو بيريز روفيتي على موقع عالم كرة القدم.نت (الإنجليزية)